# Chick-fil-A
Chick-fil-A, Inc., tidigare Dwarf Grill och Dwarf House, är en amerikansk snabbmatskedja som säljer kycklingrelaterade maträtter i fler än 2 300 restauranger i 47 delstater och Washington, D.C.
Den grundades den 23 maj 1946 som en diner vid namn Dwarf Grill i Hapeville i Georgia av S. Truett Cathy. Flera diner tillkom med åren och namnet ändrades till Dwarf House. 1967 bytte man inriktning, även om Dwarf House-konceptet behölls, och började servera kycklingrelaterade maträtter, man bytte även namn till det nuvarande. 2019 kommer de öppna sin första restaurang utanför USA, i den kanadensiska staden Toronto i Ontario.
Alla restauranger är stängda på söndagar och vissa nationella helgdagar på grund av sin grundares konservativa och religiösa tro. De har dock öppet om den enskilda restaurangens närområde råkar ut för extraordinär nödsituation den dagen, då är all mat som tillagas gratis för de utsatta och eventuella räddningsarbetare. Exempel på detta var naturkatastrofen i Oklahoma och Texas 2015, terrordådet i Orlando 2016 och när flygplatsen Hartsfield–Jackson Atlanta International Airport i december 2017 drabbades av ett stort elavbrott som gjorde att tusentals passagerare blev strandsatta på flygplatsen och flygplatsens faciliteter var ur funktion.
Chick-fil-A har också fått utstå kritik efter det har framkommit att man ha stött konservativa organisationer som är emot samkönade äktenskap. Det fick även nationell uppmärksamhet efter att Dan T. Cathy, som då var deras COO och president och nu deras styrelseordförande och VD, var ute i media och kommenterade detta och med att referera till Bibeln hur äktenskap ska vara och hur han skulle be till Gud för att be om nåd för de yngre generationerna som är så arroganta när de tror att de kan bestämma själva hur äktenskap ska vara. I ett annat uttalande sa han rakt ut att företaget stödjer den bibliska definitionen av vad en familj är.
De hade 2017 en omsättning på $9 miljarder. Företaget sysselsätter omkring 61 000 personer och deras huvudkontor ligger i Atlantaförorten College Park i Georgia.